# Qūlānjeq
Qūlānjeq (persiska: قولانجق) är en ort i Iran.   Den ligger i provinsen Västazarbaijan, i den nordvästra delen av landet, 500 km väster om huvudstaden Teheran. Qūlānjeq ligger 1 336 meter över havet och antalet invånare är 186.
Terrängen runt Qūlānjeq är varierad.Runt Qūlānjeq är det ganska glesbefolkat, med 47 invånare per kvadratkilometer. Närmaste större samhälle är barwq, 12,1 km norr om Qūlānjeq. Trakten runt Qūlānjeq består till största delen av jordbruksmark.